# Gipping
Gipping – wieś w Anglii, w hrabstwie Suffolk, w dystrykcie Mid Suffolk. Leży 21 km na północny zachód od miasta Ipswich i 113 km na północny wschód od Londynu. Miejscowość liczy 80 mieszkańców.